# Marianne Stuart-Bergström
Elsa Marianne Stuart-Bergström, (Mariana enl SDB) född 26 april 1889 i Adolf Fredriks församling, Stockholm, död 19 maj 1970 i Skara domkyrkoförsamling, var en svensk författare och tonsättare.
Elsa Marianne Stuart tog studentexamen vid Wallinska skolan i Stockholm, och studerade konst‐ och litteraturhistoria vid Stockholms högskola, och musikhistoria vid Kungliga Musikkonservatoriet i Stockholm. Hon studerade också piano för Lennart Lundberg och Kerstin Strömberg, samt harmonilära och komposition för kantorn i mosaiska församlingen i Stockholm Felix Saul.
Stuart var musikrecensent för tidningarna Social-Demokraten och Politiken, ibland under pseudonymerna "E.M.S." eller "Kaimen", och även för The Musical Times i London. Marianne Stuart skrev flera musikbiografiska verk.
Hennes kompositioner, omfattar ett 60‐tal sånger, och pianostycken, samt verk för salongsorkester.

## Verk (ett urval)

### Sång och piano
- Altarljuset i Milanodomen
- Bind mig en krans
- Ensamhetens tankar
- Gullebarns vaggsånger, nr 3
- Hafvet
- Hafvet II
- Hymn
- Jag har kastat sten i brunnen
- Majnattsröster
- Mandelblommor
- Min kyrka
- Oh! Si les fleurs avaient des yeux
- Ouvre tes yeux bleus
- Pingst
- Si mes vers avaient des ailes
- Septembermånsken
- Sjöman sjunger
- Solstråle, hjärtetröst
- Sommarsång
- Sång
- Spelar Jan
- Vagabond and king
- Vår
- Vårnatten
- Västergyllen
- Ödeland[4]